# Woodbridge (Connecticut)
Woodbridge és una població dels Estats Units a l'estat de Connecticut. Segons el cens del 2005 tenia 9.264 habitants.

## Demografia
Segons el cens del 2000, Woodbridge tenia 8.983 habitants, 3.103 habitatges, i 2.553 famílies. La densitat de població era de 184,2 habitants/km².
Per edats la població es repartia de la següent manera: un 27,8% tenia menys de 18 anys, un 3,8% entre 18 i 24, un 22,5% entre 25 i 44, un 29,1% de 45 a 60 i un 16,8% 65 anys o més.
L'edat mediana era de 43 anys. Per cada 100 dones de 18 o més anys hi havia 90,1 homes.
La renda mediana per habitatge era de 102.121 $ i la renda mediana per família de 111.729 $. Els homes tenien una renda mediana de 75.965 $ mentre que les dones 41.731 $. La renda per capita de la població era de 49.049 $. Aproximadament l'1,4% de les famílies i el 2,3% de la població estaven per davall del llindar de pobresa.